# رونی فان مارکه
رونی فان مارکه (انگلیسی: Ronny Vanmarcke؛ زادهٔ ۲ اکتبر ۱۹۴۷) دوچرخه‌سوار اهل بلژیک است.